# Згорња Орлица
Згорња Орлица (словен. Zgornja Orlica) је насељено место у општини Рибница на Похорју, Корушка регија, Словенија.

## Историја
До територијалне реорганизације у Словенији била је у саставу старе општине Радље об Драви. Као самостално насеље Згорња Орлица постоји од 1994. године. Настао је поделом некадашњег насеља Орлица на два насеља: Сподња Орлица (Радље об Драви) и Згорња Орлица (Рибница на Похорју).

## Становништво
У попису становништва из 2011. године, Згорња Орлица је имала 89 становника.
| Број становника према пописима | Број становника према пописима |
| ------------------------------ | ------------------------------ |
| 2002                           | 2011                           |
| 97                             | 89                             |

Напомена: Године 1994. настала поделом некадашњег насеља Орлица на два нова самостална насеља: Сподња Орлица (Радље об Драви) и Згорња Орлица (Рибница на Похорју).